# 岳灰蝶屬
岳灰蝶屬（學名：Iolana）是灰蝶科眼灰蝶亞科中的一個屬。分佈於古北界。

## 物種
- 岳灰蝶 （Iolana alfierii）
- Iolana andreasi
- 巨岳灰蝶 （Iolana gigantea）
- 岳灰蝶 （Iolana iolas）